# Canton de Mantes-la-Jolie
Le canton de Mantes-la-Jolie est une division administrative française, située dans le département des Yvelines et la région Île-de-France.
À la suite du redécoupage cantonal de 2014, les limites territoriales du canton sont remaniées. Le nombre de communes du canton passe de 1 à 5.

## Représentation

### Conseillers généraux de 1833 à 1967 (Seine-et-Oise) et de 1967 à 2015 (Yvelines)
| Période         | Période          | Identité                    | Étiquette                | Qualité |
| --------------- | ---------------- | --------------------------- | ------------------------ | --- |
| 1833            | 1840 (décès)     | André Brochant de Villiers  |                          | Géologue et minéralogiste, Inspecteur Général des Mines Membre de l'Institut                                                           |
| 1840            | 1845             | Adolphe Florimond de Vergès |                          | Conseiller à la Cour de cassation Propriétaire à Paris et à Mantes-la-Ville                                                            |
| 1845            | 1874 (décès)     | Eugène Guy L'Evesque        | Républicain              | Notaire, Président du Conseil Général Maire de Mantes-sur-Seine                                                                        |
| 1874            | 1889 (décès)     | Gustave Lebaudy             | Républicain Conservateur | Directeur d'une raffinerie de sucre Propriétaire du château de Rosny-sur-Seine Député (1876-1889)                                      |
| 1890            | 1907 (décès)     | Arsène Collet               | Républicain              | Entrepreneur Sénateur (février à octobre 1907) Maire de Mantes-la-Jolie (1900-1907), conseiller d'arrondissement                       |
| 1907            | 1937             | Adolphe Benoist             | Rad.                     | Cultivateur, maire de Soindres |
| 1937            | 1940             | Gaston Bergery              | Parti frontiste (DVG)    | Avocat Député (1928-1934 et 1936-1942) Nommé conseiller départemental en 1943                                                          |
|                 |                  |                             |                          | |
| 1945            | 1949             | Pierre Commin               | SFIO                     | Ingénieur-conseil, ancien résistant Député (1945-1946) - Sénateur (1952-1958)                                                          |
| 1949            | 1955             | Jean Bouchet                | RPF puis RS puis RGR     | Médecin, conseiller municipal de Mantes-la-Jolie                                                                                       |
| 1955 puis 1956* | 1967             | Aimé Bergeal                | SFIO                     | contrôleur, puis inspecteur central des télécommunications Maire de Mantes-la-Ville (1953-1976)                                        |
| 1967            | 1970             | René Martin                 | PCF                      | Principal de collège, conseiller municipal de Mantes-la-Jolie                                                                          |
| 1970            | 1973 (décès)     | Aimé Bergeal                | SFIO                     | Sénateur (1967-1973) Maire de Mantes-la-Ville (1953-1973)                                                                              |
| 1973            | 1976             | René Martin                 | PCF                      | Enseignant retraité, Sénateur (1982-1986) Elu en 1976 dans le Canton de Mantes-la-Ville                                                |
| 1976            | 1994             | Paul Picard                 | PS                       | Instituteur Maire de Mantes-la-Jolie (1977-1995)                                                                                       |
| 1994            | 1995 (démission) | Pierre Bédier               | RPR                      | Chef d'entreprise Député (1993-1997) Maire de Mantes-la-Jolie (1995-2002)                                                              |
| 1995            | 2004 (décès)     | Marc Schwob                 | RPR                      | Médecin Adjoint au maire de Mantes-la-Jolie Vice-Président du Conseil Général                                                          |
| 2004            | 2009 (démission) | Pierre Bédier               | UMP                      | Député (2002 et 2004-2009) Secrétaire d’État (2002-2004) Maire de Mantes-la-Jolie (2004-2005) Président du conseil général (2005-2008) |
| 2009            | 2013 (démission) | Michel Vialay               | UMP                      | Maire de Mantes-la-Jolie (2005-2017)                                                                                                   |
| 2013            | 2015             | Pierre Bédier               | UMP                      | Député (2002 et 2004-2009) Secrétaire d’État (2002-2004) Maire de Mantes-la-Jolie (2004-2005) Président du conseil général (2005-2008) |

- L'élection de 1955 avait été annulée, en raison de la profession d'Aimé Bergeal. Il est réélu en 1956.

### Conseillers d'arrondissement (de 1833 à 1940)
Le canton de Mantes avait deux conseillers d'arrondissement.
| Période                                  | Période | Identité                                   | Étiquette            | Qualité |
| ---------------------------------------- | ------- | ------------------------------------------ | -------------------- | --- |
| 1833                                     | 1845    | Jean Marin Fréville père (1774-1847)       |                      | Propriétaire à Flacourt                                                                                         |
| 1833                                     | 1836    | Samuel César Vincent d'Inville (1794-1846) |                      | Ancien officier, juge d'instruction à Mantes                                                                    |
| 1836                                     | 1852    | Nicolas Chevalier                          |                      | Juge au Tribunal civil, maire de Mantes (1832-1844)                                                             |
| 1845                                     | 1848    | Jean Baptiste Gilbert                      |                      | Maire d'Andelu                                                                                                  |
| 1848                                     | 1863    | Gustave Louis André Brochant de Villiers   | Bonapartiste         | Magistrat, propriétaire du château de Villiers à Mantes-la-Ville, Député (1858-1863)                            |
| 1852                                     | 1871    | Jean-Baptiste Fréville                     |                      | Propriétaire, maire de Flacourt                                                                                 |
| 1864                                     | 1877    | Jean François Voland (1818-1880)           |                      | Ancien notaire, conseiller municipal de Mantes                                                                  |
| 1871                                     | 1877    | Jean Charles Cuqu (1822-1888)              |                      | Propriétaire, ancien maire de Boinville                                                                         |
| 1877                                     | 1883    | Charles Narcisse Leguay (1829-1907)        |                      | Négociant, conseiller municipal de Mantes                                                                       |
| 1877                                     | 1883    | Eléonor Désiré Vivier (1815-1889)          |                      | Cultivateur, maire de Boinville                                                                                 |
| 1883                                     | 1898    | Louis Cochin                               |                      | Maire de Rosny-sur-Seine                                                                                        |
| 1883                                     | 1889    | Arsène Collet                              | Républicain          | Entrepreneur à Mantes, conseiller municipal de Mantes-la-Ville                                                  |
| 1892                                     | 1898    | Edmond Dreux                               |                      | Notaire, conseiller municipal de Mantes, suppléant du juge de paix, Président du Conseil d'arrondissement       |
| 1898                                     | 1919    | Jean Charles Barbier                       |                      | Propriétaire, maire de Magnanville (1887-1923)                                                                  |
| 1910                                     | 1919    | Ulysse Morin                               |                      | Instituteur honoraire, maire de Mantes-la-Ville (1908-1919)                                                     |
| 1919                                     | 1928    | Georges Arsène Godeau                      |                      | Médecin, conseiller municipal de Mantes                                                                         |
| 1919                                     | 1928    | Victor Lesueur                             |                      | Entrepreneur de travaux publics, Mantes-Gassicourt                                                              |
| 1928                                     | 1940    | Henri Chicoineau                           | Radical antifasciste | Géomètre-expert, agent immobilier, adjoint au maire de Mantes-Gassicourt, Président du Conseil d'arrondissement |
| 1931                                     | 1940    | Lucien Agamemnon fils (1893-1984)          | Radical antifasciste | Facteur de pianos, professeur de musique, conseiller municipal de Mantes-Gassicourt                             |
| 1940                                     |         |                                            |                      | Les conseils d'arrondissement ont été suspendus par la loi du 12 octobre 1940 et n'ont jamais été réactivés     |
| Les données manquantes sont à compléter. |         |                                            |                      | |

### Conseillers départementaux depuis 2015
| Période élective | Période élective | Mandat | Mandat   | Identité              | Nuance | Nuance | Qualité |
| ---------------- | ---------------- | ------ | -------- | --------------------- | ------ | ------ | --- |
| 2015             | 2021             | 2015   | 2021     | Pierre Bédier         |        | LR     | Président du Conseil départemental, conseiller municipal de Mantes-la-Jolie |
| 2015             | 2021             | 2015   | 2021     | Marie-Célie Guillaume |        | UDI    | Conseillère en communication Directrice générale de Defacto, établissement public de gestion et d’animation du quartier d’affaires de Paris la Défense 10ème Vice-présidente déléguée à l’économie, la formation professionnelle et l’enseignement supérieur |
| 2021             | 2028             | 2021   | en cours | Pierre Bédier         |        | DVD    | Conseiller sortant, Président du conseil départemental |
| 2021             | 2028             | 2021   | en cours | Nathalie Pereira      |        | DVD    | Commerciale, Mantes-la-Ville |

Pierre Bédier a quitté Les Républicains en juin 2024.

### Résultats détaillés

#### Élections de mars 2015
À l'issue du 1er tour des élections départementales de 2015, deux binômes sont en ballottage : Pierre Bédier et Marie-Célie Guillaume (Union de la droite, 35,01 %) et Monique Geneix et Cyril Nauth (FN, 28,92 %). Le taux de participation est de 41,24 % (17 832 votants sur 43 241 inscrits) contre 45,34 % au niveau départemental et 50,17 % au niveau national.
Au second tour, Pierre Bédier et Marie-Célie Guillaume (Union de la droite) sont élus avec 66,61 % des suffrages exprimés et un taux de participation de 43,89 % (11 254 voix pour 18 976 votants et 43 238 inscrits).

#### Élections de juin 2021
Le premier tour des élections départementales de 2021 est marqué par un très faible taux de participation (33,26 % au niveau national). Dans le canton de Mantes-la-Jolie, ce taux de participation est de 27,52 % (12 172 votants sur 44 230 inscrits) contre 33,61 % au niveau départemental. À l'issue de ce premier tour, deux binômes sont en ballottage : Pierre Bedier et Nathalie Pereira (Union au centre et à droite, 37,19 %) et Mathilde Androuët et Cyril Nauth (RN, 21,19 %).
Le second tour des élections est marqué une nouvelle fois par une abstention massive équivalente au premier tour. Les taux de participation sont de 34,36 % au niveau national, 35,23 % dans le département et 28,99 % dans le canton de Mantes-la-Jolie. Pierre Bedier et Nathalie Pereira (Union au centre et à droite) sont élus avec 70,05 % des suffrages exprimés (7 788 voix pour 12 825 votants et 44 236 inscrits),,.

## Composition

### Composition de 1833 à 1967 (Seine-et-Oise)
Communes de : Mantes-sur-Seine, Andelu, Arnouville, Auffreville, Boinville, Boinvilliers, Breuil-Bois-Robert, Buchelay, Épône, La Falaise, Flacourt, Gassicourt, Goussonville, Guerville, Jumeauville, Magnanville, Mantes-la-Ville, Mézières-sur-Seine, Rosay, Rosny-sur-Seine, Soindres, Vert et Villette.

### Composition de 1967 à 2015
Le canton de Mantes-la-Jolie était composé de la seule commune de Mantes-la-Jolie.

### Composition à partir de 2015
Le canton de Mantes-la-Jolie comprend désormais cinq communes.
| Nom                                     | Code Insee | Intercommunalité             | Superficie (km2) | Population (dernière pop. légale) | Densité (hab./km2) | Modifier                                    |
| --------------------------------------- | ---------- | ---------------------------- | ---------------- | --------------------------------- | ------------------ | ------------------------------------------- |
| Mantes-la-Jolie (bureau centralisateur) | 78361      | CU Grand Paris Seine et Oise | 9,38             | 44 246 (2022)                     | 4 717              | modifier les données · modifier les données |
| Buchelay                                | 78118      | CU Grand Paris Seine et Oise | 4,94             | 3 364 (2022)                      | 681                | modifier les données · modifier les données |
| Magnanville                             | 78354      | CU Grand Paris Seine et Oise | 4,26             | 6 389 (2022)                      | 1 500              | modifier les données · modifier les données |
| Mantes-la-Ville                         | 78362      | CU Grand Paris Seine et Oise | 6,06             | 21 874 (2022)                     | 3 610              | modifier les données · modifier les données |
| Rosny-sur-Seine                         | 78531      | CU Grand Paris Seine et Oise | 19,36            | 7 041 (2022)                      | 364                | modifier les données · modifier les données |
| Canton de Mantes-la-Jolie               | 7808       |                              | 44,00            | 82 914 (2022)                     | 1 884              | modifier les données                        |

## Démographie

### Démographie avant 2015
| 1962   | 1968   | 1975   | 1982   | 1990   | 1999   | 2006   | 2011   | 2012   |
| ------ | ------ | ------ | ------ | ------ | ------ | ------ | ------ | ------ |
| 18 905 | 26 062 | 42 465 | 43 564 | 45 087 | 43 672 | 41 930 | 42 727 | 43 515 |

### Démographie depuis 2015
En 2022, le canton comptait 82 914 habitants, en évolution de +4,8 % par rapport à 2016 (Yvelines : +2,72 %, France hors Mayotte : +2,11 %).
| 2013   | 2018   | 2022   |
| ------ | ------ | ------ |
| 79 823 | 80 599 | 82 914 |